# Thyrsus contractus
Thyrsus contractus är en insektsart som beskrevs av Bolívar, I. 1887. Thyrsus contractus ingår i släktet Thyrsus och familjen torngräshoppor. Inga underarter finns listade i Catalogue of Life.